# 8677 Charlier
8677 Charlier (1992 ES5) là một tiểu hành tinh vành đai chính.